# گئورگ فردریش فردیناند
گئورگ فردریش فردیناند، شاهزاده پروس (زاده ۱۰ ژوئن ۱۹۷۶ در برمن، آلمان غربی) یک تاجر آلمانی است که رئیس فعلی شاخه پروس خاندان هوهنزولرن، سلسله حاکم سابق امپراتوری آلمان و پادشاه پادشاهی آلمانی پروس است. او نوه و وارث تاریخی ویلهلم دوم، آخرین امپراتور آلمان و پادشاه پروس است که پس از شکست آلمان در جنگ جهانی اول در سال ۱۹۱۸ از سلطنت کناره‌گیری کرد و به تبعید رفت؛ بنابراین او نبیره نبیره ملکه ویکتوریا ملکه بریتانیا و پسرعموی دور بسیاری از پادشاهان اروپایی است.

## تحصیلات و شغل
گئورگ فردریش تنها پسر شاهزاده لوئیس فردیناند پروس (۱۹۴۴–۱۹۷۷) و کنتس دوناتا از کاستل رودنهاوزن (۱۹۵۰–۲۰۱۵) است.
او در مدارس گرامر در برمن و اولدنبورگ شرکت کرد و تحصیلات خود را در کالج گلنالموند در نزدیکی پرت اسکاتلند به پایان رساند و در آنجا سطح A خود را گذراند.. گئورگ فردریش مدرک خود را در اقتصاد بازرگانی در دانشگاه معدن و فناوری فرایبرگ به دست آورد.
گئورگ فردریش برای یک شرکت متخصص در کمک به دانشگاه‌ها برای ارائه نوآوری‌ها به بازار کار می‌کند. او همچنین مدیریت بنیاد پرنسس کیرا پروس را بر عهده داشت که توسط مادربزرگش دوشس کیرا روسیه در سال ۱۹۵۲ تأسیس شد و اکنون توسط همسرش اداره می‌شود. در سال ۲۰۱۸ او از یک خانه در نزدیکی برمن جایی که دوران کودکی‌اش را در آن به سر برده بود، به بابلسبرگ، منطقه پوتسدام، آلمان نقل مکان کرد.
او صاحب سه‌چهارم از کرسی اصلی خانواده‌اش، قلعه هوهن‌تسولرن است، در حالی که سهم دیگر در اختیار رئیس شعبه سوابی خاندان، کارل فردریش، شاهزاده هوهنزولرن است. او همچنین مالک جزیره پرنس‌ها در دریاچه بزرگ Plön می‌باشد. در سال ۲۰۱۷ او یک علامت تجاری آبجو را تأسیس کرد.
شاهزاده گئورگ فردریش به مطالبه غرامت برای زمین‌ها و قصرهای برلین که از خانواده‌اش مصادره شده‌است، ادامه می‌دهد، ادعایی که در مارس ۱۹۹۱ توسط پدربزرگش، شاهزاده لوئیس فردیناند پروس بر اساس قانون جبران خسارت (EALG) آغاز شد.

## خاندان هوهنزولرن
گئورگ فردریش در ۲۶ سپتامبر ۱۹۹۴ جانشین پدربزرگش، لوئیس فردیناند، به عنوان رئیس خاندان سلطنتی پروس، شعبه‌ای از دودمان هوهن‌تسولرن شد. او اظهار داشت که در طول زمانی که با پدربزرگ پدری‌اش گذرانده‌است، یادگرفته است که از تاریخ و مسئولیت میراث خود قدردانی کند، پدربزرگش اغلب حکایت‌هایی از زندگی در تبعید پدربزرگ خود، آخرین قیصر آلمانی ویلهلم دوم برای او بازگو می‌کرد.

## خانواده

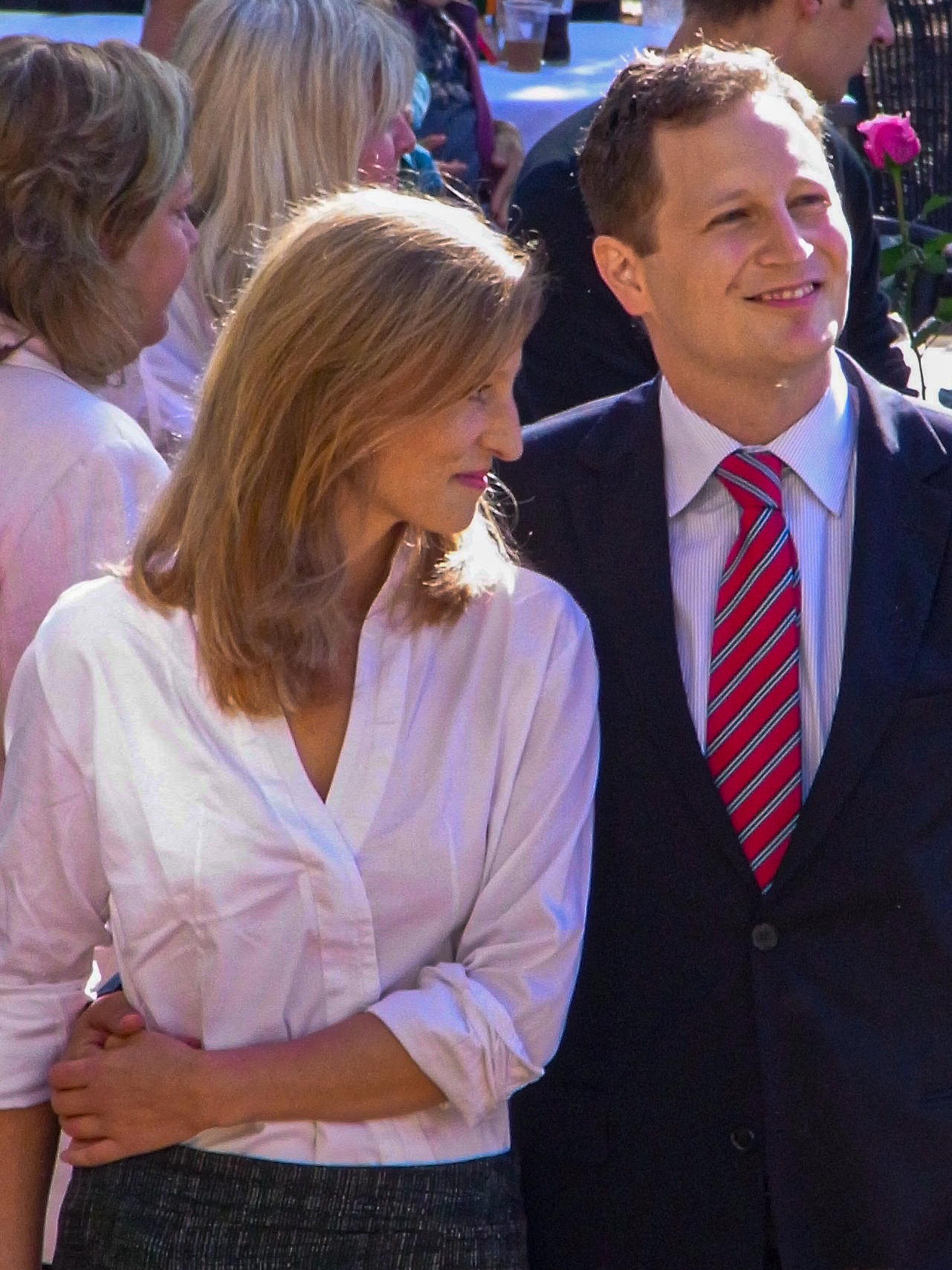
گئورگ فردریش و همسرش

در سال ۲۰۱۱ گئورگ فردریش با شاهزاده سوفی ایزنبورگ ازدواج کرد. عروسی در ۲۵ اوت ۲۰۱۱ در پوتسدام برگزار شد، و عروسی مذهبی کلیسایی در کلیسای صلح در پوتسدام در ۲۷ اوت ۲۰۱۱، به مناسبت گرامیداشت ۹۵۰امین سالگرد تأسیس خانه هوهنزولرن برگزار شد. این عروسی مذهبی نیز از طریق تلویزیون محلی به صورت زنده پخش شد.
در ۲۰ ژانویه ۲۰۱۳، همسر گئورگ فردریش، سوفی، در برمن پسران دوقلو به دنیا آورد، کارل فردریش فرانتس الکساندر و لوئیس فردیناند کریستین آلبرشت. کارل فردریش، پسر بزرگتر بین دوقلوها، وارث ظاهری پدرش است. سومین فرزند آنها، اما ماری شارلوت سوفیا، در ۲ آوریل ۲۰۱۵ به دنیا آمد. در ۱۷ نوامبر ۲۰۱۶، سوفی چهارمین فرزند آنها، هاینریش آلبرت یوهان گئورگ را به دنیا آورد.

## ادعای مالکیت
در اواسط سال ۲۰۱۹ فاش شد که گئورگ فردریش برای خانواده خود در Cecilienhof یا یکی از دو کاخ سابق هوهنزولرن در پوتسدام و همچنین بازگرداندن کتابخانه خانوادگی، ۲۶۶ نقاشی، یک تاج سلطنتی، ادعاهایی را برای اقامت دائم ارائه کرده‌است. و عصا، و نامه‌های ملکه آگوستا ویکتوریا. این امر باعث ایجاد یک بحث عمومی در مورد مشروعیت این ادعاها و نقش هوهنزولرن در طول و قبل از رژیم نازی در آلمان، به ویژه دخالت شاهزاده ویلهلم، ولیعهد شد.
در ژوئن ۲۰۱۹، ادعای گئورگ فردریش مبنی بر بازگرداندن قلعه راینفلز به خانواده هوهنزولرن توسط دادگاه رد شد. در سال ۱۹۲۴، قلعه ویران شده به شهر سنت گوار داده شد، به شرط اینکه فروخته نشود. در سال ۱۹۹۸، شهر ویرانه‌ها را به یک هتل مجاور اجاره داد. پرونده او این ادعا را داشت که این امر نقض وصیت است.